# Pandanales
Pandanales är en ordning av enhjärtbladiga växter som är träd, buskar, lianer och örter. Av vissa arters blad görs korgar och tyg. 
I nyare klassificeringssystem ingår följande familjer:
- Panamapalmer (Cyclanthaceae)
- Skruvpalmer (Pandanaceae)
- Stemonaceae
- Triuridaceae
- Velloziaceae

I det äldre Cronquistsystemet ingick endast skruvpalmerna i Pandanales. Panamapalmerna var placerade i en egen ordning, Cyclanthaceae och Triuridaceae ingick i ordningen Triuridales. Stemonaceae och Velloziaceae ingick i Liliales.